# سوانزی (ایلینوی)
سوانزی (به انگلیسی: Swansea) یک روستا در ایالات متحده آمریکا است که در ایالت ایلینوی قرار دارد. سوانزی ۱۷٫۰۱ کیلومتر مربع مساحت و ۱۳٬۴۳۰ نفر جمعیت دارد.